# Црногорска партија (Србија)
Црногорска партија (скраћено ЦП) основана је 18. фебруара 2008. године у Новом Саду. Настала је уједињењем странака либералне политичке оријентације. Црногорска партија је регистрована мањинска партија црногорске националне мањине, односно етничких Црногораца пореклом из Црне Горе и свих других грађана Србије. Ванпарламентара је мањинска партија чији се политички ставови заснивају на пуноправном чланство Србије у Европској унији и НАТО пакту као и црногорском национализму, либерализму, проевропеизму, регионализму и атлантизму. Залаже се за очување црногорске културне баштине и националних интереса у Србији.
Црногорска партија се залаже за пуноправно чланство Републике Србије у Европској унији и НАТО пакту. Црногорска партија остварује добре политичке односе са Либералном партијом Црне Горе, политичком партијом из државе Црне Горе.
Оснивач и садашњи председник у оставци Црногорске партије је Ненад Стевовић из Малог Иђоша који је оснивач и председник Удружења Црногораца Србије "Крсташ" (УЦС "Крсташ") из Ловћенца, које је основано 2003. године у Савезној Републици Југославији — Србији и Црној Гори, који се бави неговањем културне баштине црногорског народа у Србији. Од 2008 године Црногорска партија активно учествује на парламентарним изборима 2008. године на изборној листи Црногорска партија — Ненад Стевовић и 2012. године на изборној листи Црногорска партија — Ненад Стевовић као и 2014. године на вандредним парлементарним изборима у Србији на изборној листи Црногорска партија — Јосип Броз. Носилац изборне листе био је унук доживотног председника Савеза комуниста Југославије и Социјалистичке Федеративне Републике Југославије Јосипа Броза Тита, господин Јосип Јошка Броз председник Комунистичке партије.